# Davi Arrigucci Júnior
Davi Arrigucci Júnior (São João da Boa Vista, 7 de maio de 1943) é um escritor e crítico literário brasileiro, professor aposentado de teoria da literatura da Universidade de São Paulo.
Fez seus estudos secundários em São João da Boa Vista, no estado de São Paulo. Com 21 anos, em 1964, formou-se em Letras no antigo prédio da Maria Antônia. Importante ensaísta, escreveu os livros O escorpião encalacrado (sobre Julio Cortázar), Humildade, paixão e morte: a poesia de Manuel Bandeira, O cacto e as ruínas (sobre Manuel Bandeira, Murilo Mendes e o modernismo brasileiro) e Coração partido (sobre Carlos Drummond de Andrade). Foi aluno do grande crítico Antonio Candido.
Recebeu o Prêmio Jabuti pelo melhor livro de ensaios de 1979 (Achados e Perdidos) e o Prêmio APCA de 1987 (Enigma e Comentário).

## Livros
- O guardador de segredos. São Paulo: Cia. das Letras, 2010
- Rocambole. São Paulo: Cosac & Naify, 2005.
- Ugolino e a Perdiz. São Paulo: Cosac & Naify, 2003.
- Humildade, paixão e morte. A poesia de Manuel Bandeira. São Paulo: Cia. das Letras, 2003.
- O escorpião encalacrado (A poética da destruição em Julio Cortázar). São Paulo: Cia das Letras, 2003.
- Coração Partido. Uma análise da Poesia reflexiva de Drummond. São Paulo: Cosac & Naify, 2002.
- El Alacrán Atrapado. La poética de la destrucción en Julio Cortázar. México, DF: Fondo de Cultura Económica/UNAM/Universidad de Guadalajara, 2002.
- Outros Achados e Perdidos. 1. ed. São Paulo: Cia das Letras, 1999.
- O Cacto e as Ruínas. 1ª. ed. São Paulo: Livraria Duas Cidades, 1997.
- Humildade, Paixão e Morte: A Poesia de Manuel Bandeira. São Paulo: Cia. das Letras, 1990.
- Enigma e Comentário. Ensaios Sobre Literatura e Experiência. São Paulo: Cia. das Letras, 1987.
- Achados e Perdidos. Ensaios de Crítica.. São Paulo: Polis, 1979.

## Prêmio Jabuti
Recebeu o Prêmio Jabuti pelo melhor livro de ensaios em 1979, por Achados e Perdidos.